# Diego de Valera
Mosén Diego de Valera, född 1412 i Cuenca, död 1488 i El Puerto de Santa María, var en spansk författare.
de Valera är en av de mest egendomliga typerna i det pittoreska 1400-talet. Hans romantiska liv var en kedja av segrar och nederlag i spanska och böhmiska krig, av dueller och diplomatiska uppdrag, vilka emellertid inte hindrade honom att författa ett stort antal krönikor och memoarer. de Valeras främsta litterära verk anses allmänt vara Crónica alreviada de Espana (1482; många upplagor), som har stort värde som källskrift för de händelser, som timade under författarens livstid. Som fortsättning av "Crónica de Juan II" skrev de Valera Memorial de diversas hazanas ó Crónica de Enrique IV. 
de Valeras övriga arbeten är Defensa de las virtuosas mujeres, Espejo de verdadera nobleza, Ceremonial de Príncipes, Tratado de los reptos y desafíos, Doctrinas de Príncipes, Genealogia de los reyes de Francia och Providencia contra fortuna, ett slags moralfilosofi, förutom flera, som återfinns i Rivadeneiras "Biblioteca de autores espanoles". de Valeras poetiska arbeten är intagna i Juan Alfonso de Baenas "Cancionerio". de Valeras namn är upptaget i Spanska akademiens "Catálogo de autoridades de la lengua".